# 特拉维斯·理查兹
特拉维斯·理查兹（英語：Travis Richards，1970年3月22日—），美国男子冰球运动员，场上位置是后卫。他曾代表美国国家队参加1994年冬季奥林匹克运动会冰球比赛，获得第8名。